# Hollis (Alasca)
Hollis é uma Região censo-designada localizada no estado americano de Alasca, no Prince of Wales-Outer Ketchikan Census Area.

## Demografia
Segundo o censo americano de 2000, a sua população era de 139 habitantes.

## Geografia
De acordo com o United States Census Bureau, a localidade tem uma área de 167,4 km², dos quais 163,8 km² cobertos por terra e 3,6 km² cobertos por água.

## Localidades na vizinhança
O diagrama seguinte representa as localidades num raio de 40 km ao redor de Hollis.